# Podział administracyjny Kościoła katolickiego w Czadzie

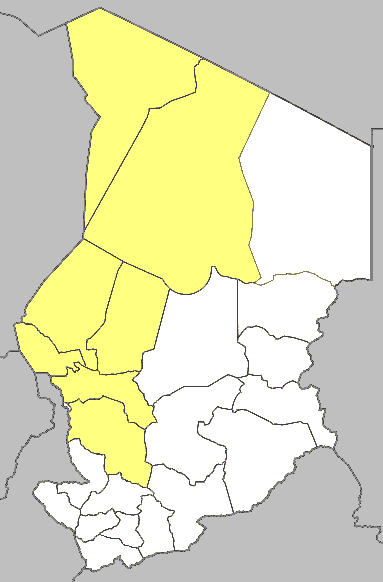
Podział administracyjny Kościoła katolickiego w Czadzie. Żółtym kolorem oznaczona jest diecezja ndżameńska

Podział administracyjny Kościoła katolickiego w Czadzie – w ramach Kościoła katolickiego w Czadzie funkcjonuje obecnie jedna metropolia, w której skład wchodzi jedna archidiecezja i sześć diecezji. Ponadto istnieje wikariat apostolski podlegający bezpośrednio do Rzymu. 
Jednostki administracyjne Kościoła katolickiego obrządku łacińskiego w Czadzie:

## Metropolia Ndżamena
- Archidiecezja Ndżamena
  - Diecezja Doba
  - Diecezja Goré
  - Diecezja Lai
  - Diecezja Moundou
  - Diecezja Pala
  - Diecezja Sarh

## Diecezje podległe bezpośrednioRzymowi
- Wikariat apostolski Mongo